# Arquidiocese de Forte da França
A Arquidiocese de Forte da França (em latim: Archidioecesis Arcis Gallicae et S. Petri o martinicensis) é uma arquidiocese de rito latino da Igreja Católica em Martinica, no Caribe. Abrange a totalidade do departamento ultramarino francês. Suas dioceses sufragâneas são a Diocese de Caiena e a Diocese de Basse-Terre, e é membro da Conferência Episcopal das Antilhas.
Edificada como Diocese de Martinica em 1850, foi elevada à arquidiocese, em setembro de 1967. Hoje é liderada pelo arcebispo David Thomas Daniel Macaire. Até o ano de 2016, a diocese era formada por 47 paróquias e e 322 mil fiéis.

## Ordinatários
Administração da arquidiocese:
|                | Nome                                        | Período    | Notas                        |
| Arcebispos     | Arcebispos                                  | Arcebispos | Arcebispos                   |
| -------------- | ------------------------------------------- | ---------- | ---------------------------- |
| 4º             | David Macaire, O.P.                         | 2015-      | Atual                        |
| 3º             | Gilbert Marie Michel Méranville             | 2004–2015  |                              |
| 2º             | Maurice Rigobert Marie-Sainte               | 1972–2004  |                              |
| 1º             | Henri-Marie-François Varin de la Brunelière | 1967–1972  |                              |
| Bispo auxiliar |                                             |            |                              |
|                | Maurice Rigobert Marie-Sainte               | 1968-1972  | Elevado a Arcebispo          |
| Bispo          |                                             |            |                              |
| 9º             | Henri-Marie-François Varin de la Brunelière | 1941–1967  |                              |
| 8º             | Paul-Louis-Joseph Lequien, C.S.Sp.          | 1915–1941  |                              |
| 7º             | Joseph Félix François Malleret, C.S.Sp.     | 1912–1914  |                              |
| 6º             | Maurice-Charles-Alfred de Cormont           | 1899–1911  | Nomeado Bispo de Aire et Dax |
| 5º             | Étienne-Joseph-Frédéric Tanoux              | 1898–1899  |                              |
| 4º             | Julien-François-Pierre Carmené              | 1875–1897  |                              |
| 3º             | Amand-Joseph Fava                           | 1871–1875  | Nomeado Bispo de Grenoble    |
| 2º             | Louis-Martin Porchez                        | 1858–1860  |                              |
| 1º             | Etienne Jean François Le Herpeur            | 1850–1858  |                              |